# Celebrity Solstice
Celebrity Solstice er et krydstogtskib bygget på Meyer Werft i Papenburg og ejet og drevet af Celebrity Cruises. Da hun søsattes i 2008 var hun det største skib, der nogensinde var bygget i Tyskland. Disney Dream overtog dog rekorden i 2010.
Celebrity Solstice var det første i en række af fem søsterskibe, der sattes i drift i 2008-2012.

## Historie
Celebrity Solstice forlod værftet den 28. september 2008 og ankom til Fort Lauderdale i Florida den 3. november 2008. Den 14. november blev hun navngivet af Sharon L. Smith i Port Everglades.

## Krydstogter
I vinteren 2008 sejlede Solstice i Caribien fra Fort Lauderdale og i sommeren 2009 fra Civitavecchia (Rom). Fra vinteren 2009 til vinteren 2010 sejlede hun igen fra Fort Lauderdale for at returnere til Europa i sommeren 2011/2012 med Barcelona som udgangspunkt og Caribien i vinteren 2011/2012.
Siden 2012 har hun sejlet fra Australien og New Zealand om vinteren og fra Seattle til Alaska om sommeren. To gange om året repositionerer skibet, mellem det nordlige, og sydlige stillehav, på en 29 dages tur fra Sydney via Hawaii, til Vancouver og retur.

## Indretning
Solstice er indrettet med 15 barer og 9 restauranter og et teater med flere end 1400 siddepladser. På promenadedækket på øverste dæk agter er indrettet en plæne på 2000 m2, bestående af rigtigt græs.

## Galleri
- Celebrity Solstice på Meyer Werft om aftenen (sep. 2008)
- Celebrity Solstice i Port Everglades (dec. 2008)
- Celebrity Solstice i Port Everglades (dec. 2008)
- Celebrity Solstice i Civitavecchia (nov. 2011)
- Celebrity Solstice 
 (nov. 2011)
- Celebrity Solstice i Venedig (maj 2012)